# Ognjen Petrović
Ognjen Petrović (srbskou cyrilicí Огњен Петровић; 2. ledna 1948 Kruševac – 21. září 2000 Bělehrad) byl jugoslávský fotbalový brankář srbské národnosti. Zemřel 21. září 2000 ve věku 52 let na infarkt myokardu.

## Fotbalová kariéra
Chytal v jugoslávské lize za Crvenu zvezdu Bělehrad (1967-1976) a ve francouzské lize za SC Bastia. V Poháru mistrů evropských zemí nastoupil v 6 utkáních, v Poháru vítězů pohárů nastoupil v 8 utkáních a dal 1 gól a v Poháru UEFA nastoupil v 11 utkáních. S Crvenou zvezdou vyhrál dvakrát jugoslávskou ligu. Na Mistrovství světa ve fotbale 1974 byl členem jugoslávské reprezentace, ale zůstal náhradníkem Envera Mariće. Na Mistrovství Evropy ve fotbale 1976 nastoupil za Jugoslávii v obou utkáních.

## Ligová bilance
| Ročník                          | Zápasy | Góly | Klub                   |
| ------------------------------- | ------ | ---- | ---------------------- |
| Jugoslávská Prva liga 1967/1968 | 0      | 0    | Crvena zvezda Bělehrad |
| Jugoslávská Prva liga 1968/1969 | 0      | 0    | Crvena zvezda Bělehrad |
| Jugoslávská Prva liga 1969/1970 | 1      | 0    | Crvena zvezda Bělehrad |
| Jugoslávská Prva liga 1970/1971 | 0      | 0    | Crvena zvezda Bělehrad |
| Jugoslávská Prva liga 1971/1972 | 4      | 0    | Crvena zvezda Bělehrad |
| Jugoslávská Prva liga 1972/1973 | 28     | 0    | Crvena zvezda Bělehrad |
| Jugoslávská Prva liga 1973/1974 | 29     | 1    | Crvena zvezda Bělehrad |
| Jugoslávská Prva liga 1974/1975 | 28     | 1    | Crvena zvezda Bělehrad |
| Jugoslávská Prva liga 1975/1976 | 35     | 1    | Crvena zvezda Bělehrad |
| Ligue 1 1976/1977               | 32     | 0    | SC Bastia              |
| Ligue 1 1977/1978               | 9      | 0    | SC Bastia              |
| CELKEM 1. jugoslávská liga      | 115    | 3    |                        |
| CELKEM 1. francouzská liga      | 41     | 0    |                        |